# Kubanisch-portugiesische Beziehungen
Die kubanisch-portugiesischen Beziehungen beschreiben das zwischenstaatliche Verhältnis zwischen Kuba und Portugal. Die Länder unterhalten seit 1929 formale diplomatische Beziehungen. Auf konsularischer Ebene bestehen bereits seit Anfang des 19. Jahrhunderts direkte Beziehungen.
Beide Länder sind Partner in einigen internationalen Organisationen, darunter der Iberoamerika-Gipfel, die Weltgesundheitsorganisation oder auch die Lateinische Union.
Die Beziehungen werden von kubanischen Vertragsärzten in Portugal und portugiesischen Patienten in Kuba, aber auch dem langsam zunehmenden bilateralen Handel bestimmt. Zudem ist Kuba bei portugiesischen Touristen beliebt.
Im Jahr 2015 waren 901 Kubaner in Portugal registriert, davon mit 272 die meisten in Lissabon. Im Jahr 2014 waren 13 portugiesische Staatsbürger in Kuba gemeldet (2008: 48).

## Geschichte

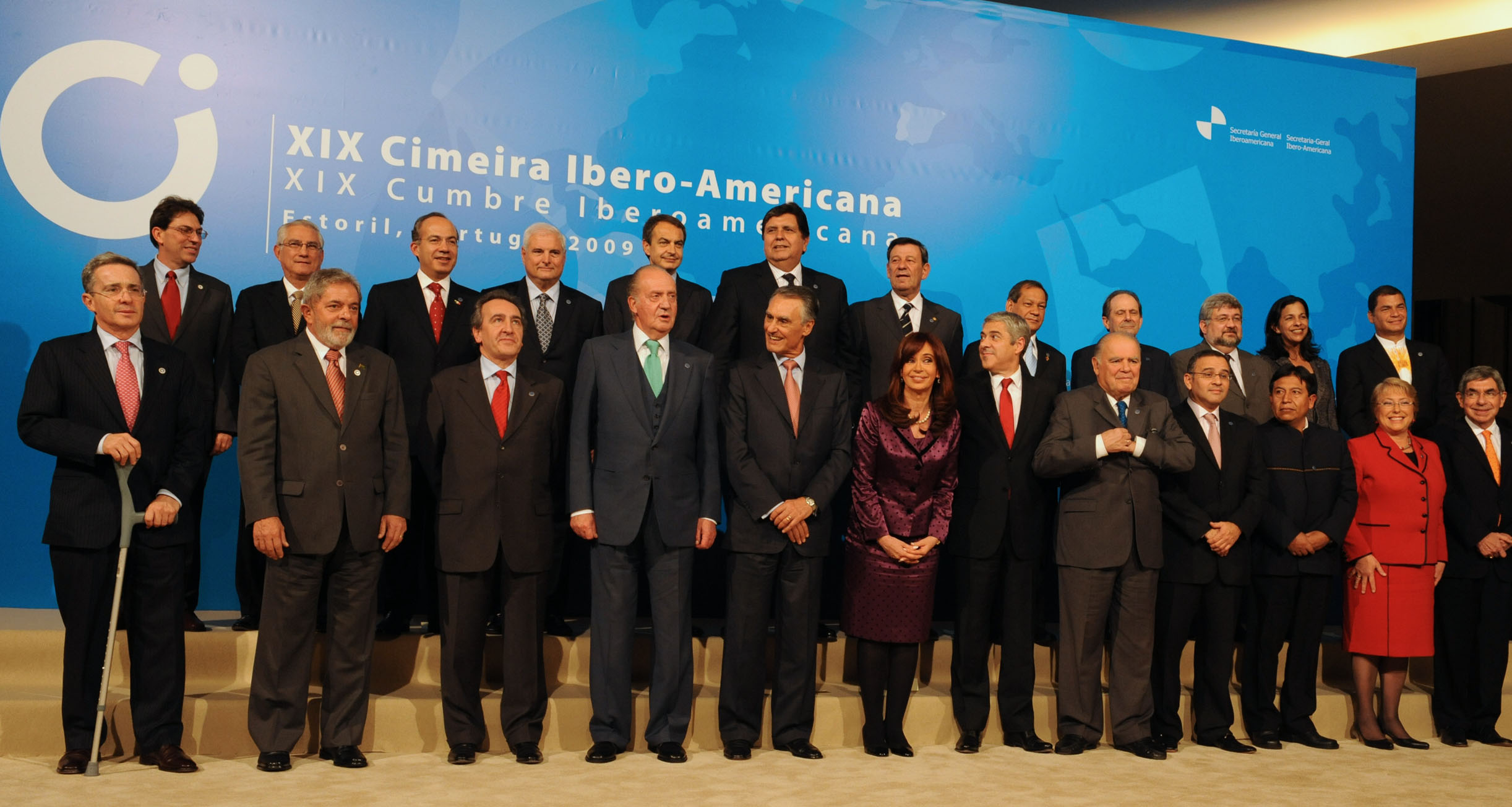
Gruppenbild der Staatschefs beim Ibero-Amerika-Gipfel 2009 in Portugal

Unter den verschiedenen Hypothesen zur Herkunft von Christoph Kolumbus gibt es auch eine portugiesische Variante. Ihr zufolge wurde Kolumbus als unehelicher Spross der portugiesischen Königsfamilie in der Kleinstadt Cuba in Portugal geboren und erzogen, bevor er die 1492 von ihm entdeckte Karibikinsel nach seiner Heimatstadt benannte. Die „portugiesische Hypothese“ wurde 2007 unter dem Titel Christoph Kolumbus – Das Rätsel von Manoel de Oliveira verfilmt.

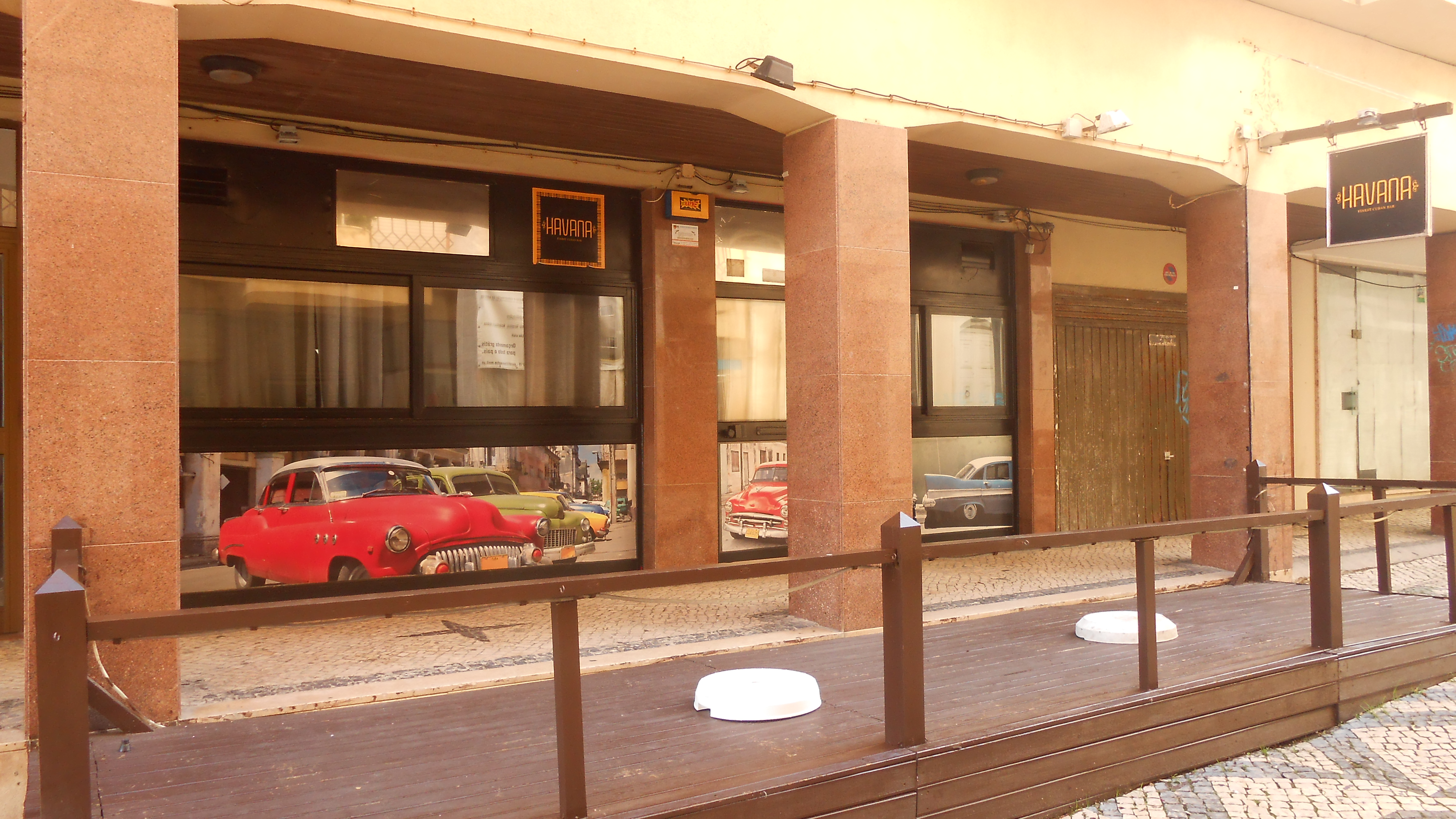
Kubanische Bar im portugiesischen Seebad Figueira da Foz

Ab mindestens 1929 bestanden direkte diplomatische Beziehungen. Seit 1931 war der portugiesische Botschafter in den USA hier doppelakkreditiert.
Nach der Nelkenrevolution 1974 und dem Ende der antikommunistischen Estado Novo-Diktatur in Portugal näherten sich Kuba und Portugal etwas an. So besuchte der MFA-General und Revolutions-Stratege Otelo 1975 Kuba und traf u. a. mit Fidel Castro zusammen. Otelo bestärkte Fidel dabei, im heraufziehenden Bürgerkrieg in Angola der kommunistischen MPLA gegen die Bedrängung durch UNITA, FNLA und südafrikanischer Armee zu helfen. Jedoch kam es zu keiner weiteren Intensivierung, in Folge der zunehmenden West-Orientierung Portugals und des bis 1991 angehaltenen Engagements Kubas im Bürgerkrieg der ehemaligen portugiesischen Kolonie Angola.
Im Jahr 2006 begannen einige zumeist südportugiesische Kommunen, Kooperationen mit kubanischen Kommunen einzugehen. Dabei sollten vor allem Augen-Patienten, die in Portugal lange auf eine Operation oder Behandlung warten mussten, in Kuba versorgt werden. Erstmals traf Vila Real de Santo António 2006 ein solches Abkommen mit Playa im Großraum Havanna, eine Reihe weiterer Kommunen folgten. 2008 reisten insgesamt 200 Portugiesen zur Behandlung nach Kuba, die Kosten wurden von den jeweiligen portugiesischen Kommunen getragen.
Ab 2009 warb Portugal mit einem luso-kubanischen Abkommen Ärzte aus Kuba an, um einen Ärztemangel auszugleichen. Das Abkommen sorgte unter der portugiesischen Ärzteschaft für Proteste, da ihre neuen kubanischen Kollegen stark unterbezahlt wurden.

## Kubanische Ärzte in Portugal
Das Gesundheitsministerium Portugals traf mit dem kubanischen Gesundheitsministerium ein Abkommen zur Anwerbung kubanischer Ärzte, um einem Ärztemangel in Portugal zu begegnen. Die Ärzte mussten fachliche und sprachliche Eignungstests durchlaufen und wurden dann mit einem (verlängerbaren) Jahresvertrag über das staatliche portugiesische Gesundheitssystem an Krankenhäuser und Gesundheitszentren verteilt.
Im Sommer 2009 kamen die ersten 44, nach anderen Quellen 42 kubanischen Mediziner und wurden vor allem in den Alentejo und die Algarve, aber auch im Großraum Lissabon eingesetzt. Nach einer Erneuerung des Abkommens 2012 wurden zuletzt 2014 weitere 50 Ärzte unter Vertrag genommen, nachdem die Mehrheit der Kubaner ihre Verträge nicht verlängerten. Etwa ein Drittel setzte sich zudem in Portugal ab und verließ das Abkommen.

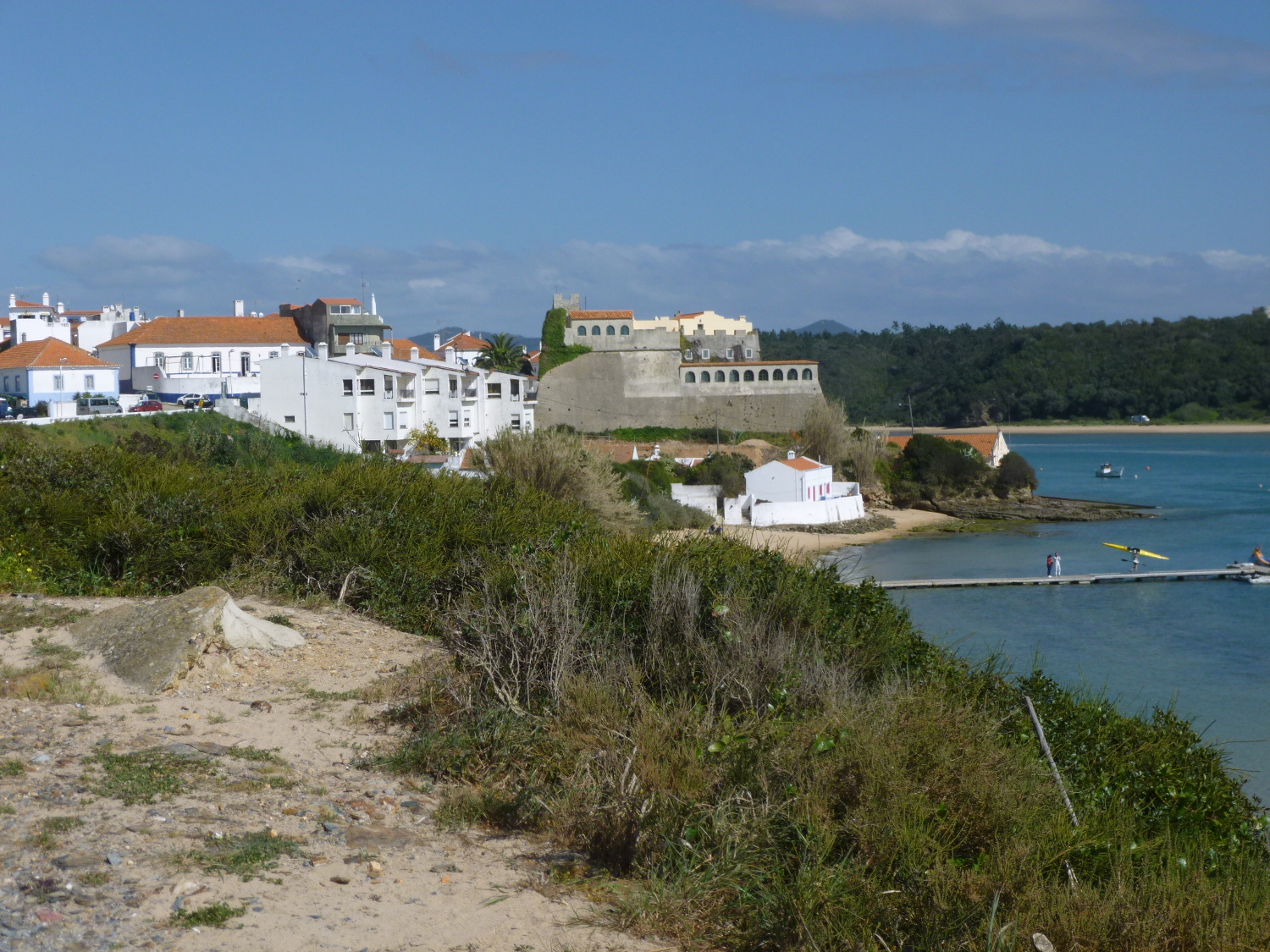
Auch im Gesundheitszentrum der Gemeinde Vila Nova de Milfontes arbeiten kubanische Ärzte

Für Schlagzeilen sorgte der Protest portugiesischer Ärzte, die auf die schlechten Arbeitsbedingungen, insbesondere die unzureichende Bezahlung ihrer kubanischen Kollegen aufmerksam machten. Da der Text des Anwerbevertrages weder den portugiesischen Ärzteorganisationen noch der Presse zugänglich gemacht wurde, sind die Details des Vertrages weiter unbekannt. Bekannt wurde die Summe von 4.000 Euro, die Portugal für jeden Arzt an Kuba zahlt, jedoch erhielten die Mediziner selbst kaum 10 %, später 20 %, anfangs sogar nur 300 €, also weniger als der portugiesische Mindestlohn (damals etwa 400 €). Neben dem Aspekt der solidarischen Mitfinanzierung des kubanischen Gesundheitssystems durch die Diviseneinnahmen verweist die kubanische Seite auf weitere Entlohnungen, Rentenansprüche und Sozialleistungen in Kuba für seine Ärzte in Portugal, deren Kosten u. a. für Wohnung, Wasser und Energie zudem von den portugiesischen Kommunen vor Ort getragen werden.
Dennoch sprachen portugiesische Ärztevertreter von einem „weißen Sklavenhandel“ in dem Zusammenhang. Während einfache portugiesische Ärzte im Jahr 2014 etwa 2.800 € erhielten, wurden die Kubaner mit 900 € entlohnt, erhielten also nur etwas über 20 % des Geldes, das Portugal für sie zahlt (4.000 €).
2014 waren 98 kubanische Ärzte im Rahmen des Abkommens tätig, eine unbekannte Zahl Kubaner hatte zudem vorher den Vertrag vorzeitig beendet und ist in private portugiesische Kliniken gewechselt. Damit sind Kubaner eine Minderheit unter den 1867 ausländischen Medizinern in Portugal, die vor allem aus Spanien und ehemaligen portugiesischen Kolonien kommen (Stand: September 2015).
Die Beziehungen zwischen Patienten und kubanischen Ärzten werden dagegen von beiden Seiten überwiegend als sehr gut und vertrauensvoll beschrieben. Insbesondere in den ländlichen Gemeinden im Alentejo ist die Zufriedenheit der Patienten sehr hoch, zudem machte sich hier die bessere ärztliche Versorgung besonders positiv bemerkbar.

## Diplomatie
Portugal unterhält seine Botschaft im Miramar-Viertel in der Hauptstadt Havanna, in der Av. 7ª Nummer 2207. Weitere portugiesische Konsulate bestehen in Kuba nicht.
Kubas Botschaft sitzt im Restelo-Viertel im Lissabonner Stadtteil Belém, in der Rua Pêro da Covilhã Nr. 14, Stadtgemeinde São Francisco Xavier. Kubanische Konsulate neben der Botschaft sind in Portugal nicht eingerichtet.

## Partnerstädte
Sieben Städte beider Länder gingen seit den 1990er Jahren Städtefreundschaften ein. Die portugiesische Stadt Serpa unterhält dabei gleich zu drei kubanischen Städten Partnerschaften, während das nahegelegene Cuba keine Partnerschaft zu kubanischen Orten unterhält, trotz seiner möglichen Rolle bei der Namensgebung der Insel Kuba.

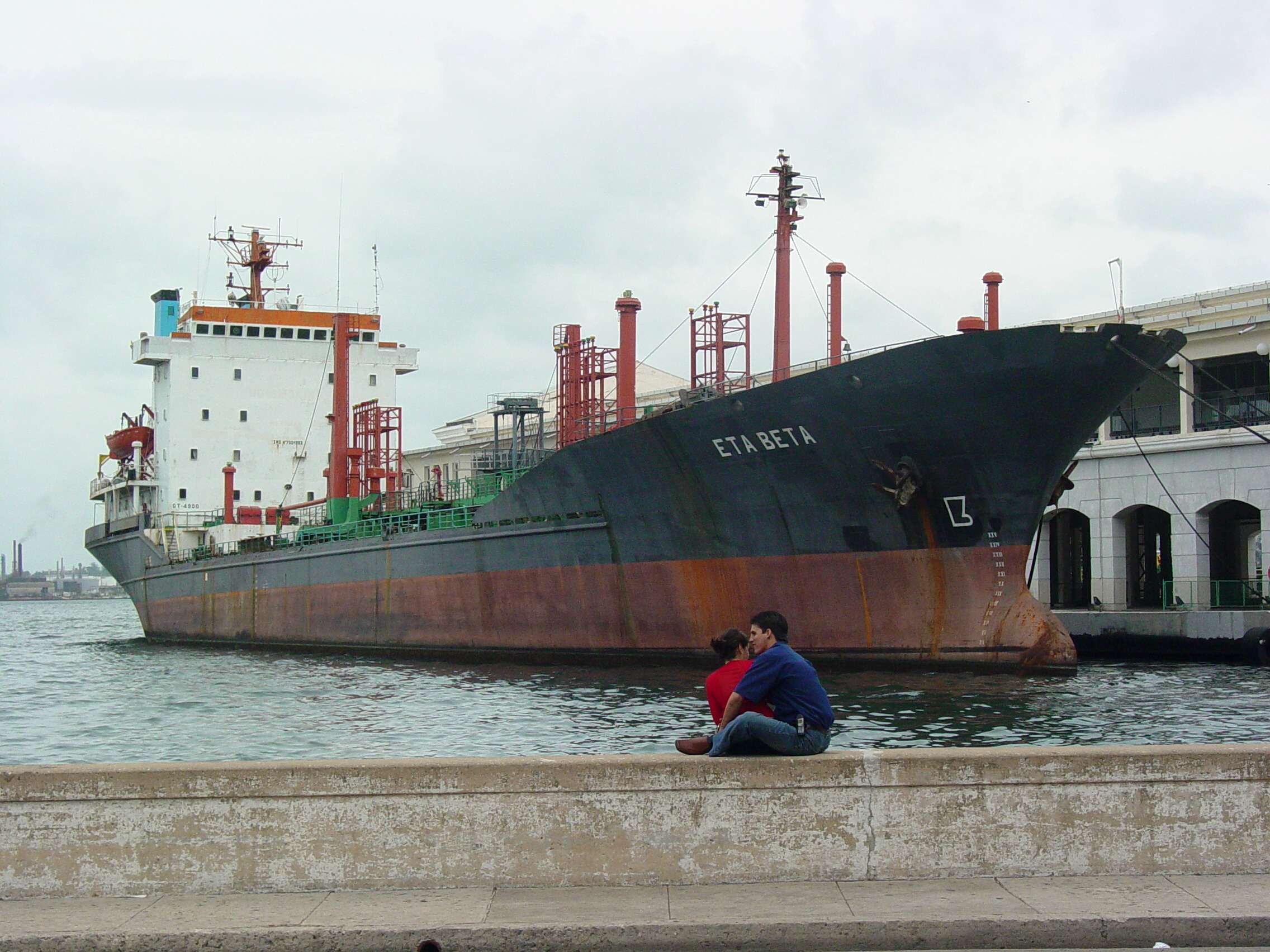
Der Hafen von Havanna, Haupteingangstor für portugiesische Waren in Kuba

## Wirtschaft
Die portugiesische Außenhandelskammer AICEP führt in Kuba kein Büro, ist jedoch über die Botschaft Portugals hier vertreten.
Im Jahr 2016 exportierte Portugal Waren im Wert von 49,8 Mio. Euro nach Kuba (2015: 45,9 Mio.; 2014: 33,6 Mio.; 2013: 34,9 Mio.; 2012: 44,4 Mio.), davon 18,4 % Kunststoffe, 17,5 % Erze und Minerale, 16,6 % Maschinen und Geräte und 14,6 % Metalle.
Im gleichen Zeitraum lieferte Kuba Waren im Wert von 46,9 Mio. Euro an Portugal (2015: 26,8 Mio.; 2014: 15,6 Mio.; 2013: 32,6 Mio.; 2012: 32,3 Mio.), davon 88,5 % Lebensmittel, 8,5 % Holz, 0,7 % landwirtschaftliche Erzeugnisse und 0,6 % Schuhe.
Im Jahr 2016 stand Kuba damit für den portugiesischen Außenhandel an 53. Stelle als Abnehmer und an 63. Stelle als Lieferant. Im kubanischen Außenhandel 2015 rangierte Portugal an 12. Stelle unter den Abnehmern und an 19. Stelle unter den Lieferanten.

## Kultur
Das portugiesische Kulturinstitut Instituto Camões ist in Kuba u. a. mit einem Lektorat und einer Lehrstuhl-Kooperation an der Universität von Havanna vertreten.
Bei der seit 1976 alljährlich stattfindenden Festa do Avante!, dem größten Kultur-Festival Portugals, ist Kuba mit eigenen Ständen und häufig im Kulturprogramm vertreten. Kubanische Flaggen und Motive sind auf dem Festivalgelände zudem sehr verbreitet zu sehen.
Häufig arbeiteten Musiker beider Länder zusammen. Als Beispiele können der frühere Trovante-Musiker Luís Represas, der sein erstes Soloalbum 1993 in Kuba produzierte und ein bekanntes Duett mit Pablo Milanés aufnahm, oder die Zusammenarbeit von Bernardo Sassetti mit der kubanischen Band Sierra Maestra gelten.
2019 lief die Fernsehserie O Nosso Cônsul em Havana (dt.: Unser Konsul in Havanna) des öffentlich-rechtlichen portugiesischen Fernsehsenders RTP1 an. Das unter Regie Francisco Mansos entstandene Historiendrama spielt zwischen 1872 und 1874, als der portugiesische Schriftsteller Eça de Queiroz Konsul in der kubanischen Hauptstadt Havanna war.

## Sport

### Handball
Im Jahr 2011 unterzeichneten der kubanische und der portugiesische Handballverband ein Abkommen, wonach kubanische Spieler in Portugal nicht als Ausländer gelten. Danach wechselten mehrere Topspieler nach Portugal und nahmen teilweise auch dessen Staatsbürgerschaft an.
Der gebürtige Kubaner Alfredo Quintana Bravo stand ab März 2011 beim FC Porto unter Vertrag und gewann bis zu seinem plötzlichen Tod 2021 mehrere Meisterschaften. Auf seine Empfehlung hin verpflichtete Porto im Sommer 2011 auch den Kreisläufer Daymaro Salina, 2014 folgte ihnen Alexis Borges, 2015 Ángel Hernández Zulueta und 2016 Victor Iturriza. Alle besitzen bzw. besaßen inzwischen die portugiesische Staatsbürgerschaft und spielen bzw. spielten für die portugiesische Auswahl.
Der kubanische Handballspieler Frankis Carol Marzo spielte für den portugiesischen Spitzenklub Sporting Lissabon und gewann mit ihm bereits mehrmals den portugiesischen Pokal und 2014 auch den Supercup. Mit Sporting trat er auch mehrmals international an, zuletzt in der EHF Champions League 2019/20 und in der EHF European League 2020/21. Pedro Valdés wechselte 2017 zu Sporting und 2021 zu Porto.

### Andere
Die kubanische und die portugiesische Fußballnationalmannschaft sind bisher noch nicht aufeinander getroffen. Auch die  Kubanische Frauen-Auswahl und die portugiesische Frauen-Nationalelf trafen bislang nicht zusammen, und beim portugiesischen Algarve-Cup waren die Kubanerinnen noch nicht vertreten (Stand 2020).
Der kubanische Leichtathlet Pedro Pablo Pichardo setzte sich im April 2017 bei einem Trainingslager in Stuttgart ab und unterschrieb wenige Tage später einen Vertrag bei Benfica Lissabon. Im Dezember 2017 erhielt er die portugiesische Staatsangehörigkeit und startet seither für Portugal. Seit seinem Sprung am 4. Mai 2018 über 17,95 Meter beim Diamond League Meeting in Doha hält er den portugiesischen Landesrekord.
Die kubanische Läuferin Arialis Martinez lebt seit 2019 in Portugal und startet seit 2021 für ihre neue Heimat.
Bei den Kanu-Weltmeisterschaften 2018 im portugiesischen Montemor-o-Velho wurde Kuba mit zwei Silbermedaillen 13., der Gastgeber schloss mit zwei Goldmedaillen auf dem siebten Platz ab.
Bei den Leichtathletik-Hallenweltmeisterschaften 2001 in Portugal wurde Kuba Neunter, Portugal endete auf dem zehnten Platz.
Bei der Schacholympiade 1966 in Kuba trat auch Portugal an und wurde am Ende 37. von 52 Mannschaften, der Gastgeber wurde 14.
Der kubanische Großmeister Carlos Albornoz gewann 2023 die 17. Auflage des wichtigsten portugiesischen Schachturniers, dem Festival Internacional de Xadrez da Figueira da Foz.